# Selkirk (Manitoba)
Pour les articles homonymes, voir Selkirk.
Selkirk est une ville canadienne située dans la province du Manitoba. Elle est située à 22 km à l'est de la capitale provinciale de Winnipeg sur la rivière Rouge. Sa population de 9 515 habitants selon le recensement de 2006.
L'économie principale est surtout liée au tourisme, mais aussi à la présence d'une aciérie et d'un hôpital psychiatrique. Un pont levant sur la rivière Rouge joint les deux portions de Selkirk. La ville est connectée à Winnipeg par l'autoroute provinciale et est desservie par le Chemin de fer Canadien Pacifique.
La ville est nommée en l'honneur de l'Écossais Thomas Douglas, 5e comte de Selkirk, qui a obtenu concession pour établir une colonie sur la rivière Rouge.

## Histoire

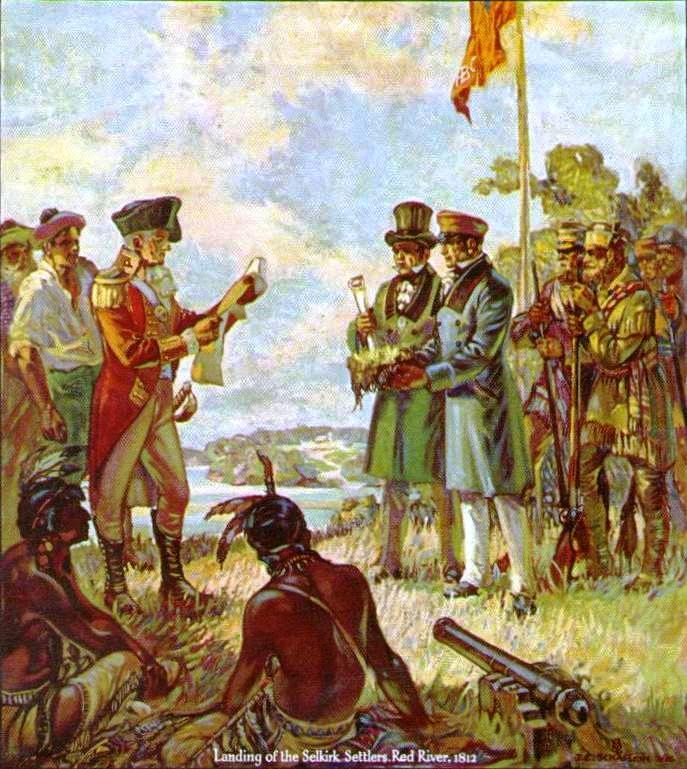
L'arrivée des habitants à Selkirk sur la rivière Rouge en 1812.

La ville est le centre d'une concession de 160 000 miles carrés (410 000 km2) de terres achetée par Selkirk à la Compagnie de la Baie d'Hudson. Les premiers colons de la rivière Rouge arrivèrent en 1813. Malgré l'accord de paix signé par les colons avec les Amérindiens Saulteaux, la rivalité entre la Compagnie de La Baie d'Hudson et la Compagnie du Nord-Ouest a donné lieu à la violentes confrontations en 1815 entre les colons et ces compagnies. En 1882, en mémoire de son fondateur, les colons donnèrent le nom Selkirk à la ville.

## Démographie
| 2001  | 2006  | 2011  | 2016   |
| ----- | ----- | ----- | ------ |
| 9 752 | 9 515 | 9 834 | 10 278 |

## Climat
| Mois                              | jan.  | fév.  | mars  | avril | mai  | juin | jui. | août | sep. | oct. | nov. | déc.  | année |
| --------------------------------- | ----- | ----- | ----- | ----- | ---- | ---- | ---- | ---- | ---- | ---- | ---- | ----- | ----- |
| Température minimale moyenne (°C) | −22,1 | −18,2 | −10,7 | −1,5  | 6,2  | 11,6 | 14,1 | 12,8 | 7    | 0,7  | −8,5 | −18,5 | −2,3  |
| Température maximale moyenne (°C) | −12,8 | −8,4  | −1,1  | 9,7   | 18,5 | 22,9 | 25,5 | 24,6 | 18   | 10,3 | −1,2 | −9,8  | 8     |
| Record de froid (°C)              | −41,1 | −45,6 | −33,3 | −23,9 | −10  | −2,2 | 2,8  | 2    | −6,7 | −18  | −35  | −37,8 |       |
| Record de chaleur (°C)            | 6,1   | 8,5   | 17,5  | 34    | 36,5 | 38,5 | 36,1 | 38   | 37,5 | 28   | 22,2 | 9     |       |
| Précipitations (mm)               | 16    | 11,3  | 21,8  | 26    | 56,6 | 93   | 79,6 | 74,5 | 57,5 | 35,6 | 23,7 | 14,7  | 510,3 |

## Personnalités liées à la municipalité
- Jimmy Skinner, entraineur de hockey
- Hugh McFadyen, homme politique
- Howard Pawley, membre de l'assemblée législative de Selkirk 1969-1988 ; Premier ministre du Manitoba de 1981-1988
- Robert Atkinson Davis, homme d'affaires et homme politique
- Sherisse Stevens, chanteur et comédien